# Charlie Harris (football)
Pour les articles homonymes, voir Harris.
Charlie Harris, né en Irlande et mort à Dublin en 1949, est un sportif Irlandais pluridisciplinaire. Il s'illustre dans sa jeunesse en athlétisme avant de devenir entraîneur en football gaélique puis en football association. Il est l'entraîneur de la toute première équipe nationale irlandaise créée après l'indépendance du pays et dispute les Jeux olympiques d'été de 1924 à Paris.

## Carrière sportive

### Athlétisme
Charlie Harris est un athlète accompli. Il est champion d'Irlande dans plusieurs disciplines de courses : le 10 miles, le 4 miles et le steeple. Sa notoriété est tellement importante qu'il participe à une course contre un cheval. La manifestation est organisée en 1912 sur le terrain de Jone's Road, à l'emplacement de ce qui deviendra Croke Park. Son adversaire du jour est une jument dénommée Kathleen H. Sur une distance de 10 miles il part avec une avance de 20 minutes. Il ne s'incline que de quelques mètres (selon les sources entre 50 et 100 mètres).

### Football gaélique
Charlie Harris passe ensuite au football gaélique, le principal sport pratiqué sur l'île d'Irlande. Il est entraîneur de l'équipe de Dublin. 
Le 21 novembre 1920 il est l'entraîneur de l'équipe de Dublin qui affronte à Jone's Road celle de Tipperary pour un match de bienfaisance. Cette rencontre est restée dans les mémoires comme un des évènements marquants du Bloody Sunday de 1920. Quelques minutes après le coup d'envoi de la rencontre, les forces auxiliaires de l'armée britannique, Auxiliaries et Black and Tans, pénètrent dans le stade et tirent sur la foule et les joueurs faisant quatorze victimes dont Michael Hogan capitaine de l'équipe de Tipperary.

### Football association
Alors qu'il est entraîneur de la sélection de Dublin en football gaélique, Charlie Harris est aussi l'entraîneur de football association au sein du Bohemian Football Club une équipe des quartiers nord de la ville. Le poste d'entraîneur n'existe pas formellement à cette époque là dans le football irlandais. L'équipe est sélectionnée par les membres du bureau de l'association contrôlant le club. L'entraîneur est une sorte d'homme à tout faire, organisant les entraînements, servant de personnel médical, présent en bord de terrain lors des matchs, mais ayant peu d'influence sur les équipes puisque les remplacements étaient pas alors autorisés. Il restera dans l'environnement du club jusqu'en 1949 date de son décès.
Harris est donc l'entraîneur des Bohs lors de la première saison du nouveau championnat d'Irlande créé avec l'indépendance de l'État Libre d'Irlande en 1922. Il remporte le titre de champion en 1924. C'est grâce à ce titre qu'il est associé à la nouvelle équipe nationale mise en place par la fédération irlandaise de football qui vient de s'engager au Jeux olympiques d'été de 1924. La fédération et le Comité olympique d'Irlande l'engagent pour accompagner l'équipe à Paris comme entraîneur.
Charlie Harris encadre à quatre reprises l'équipe irlandaise. Lors des deux rencontres disputées lors des Jeux olympiques et pour les deux rencontres amicales disputées à sa suite.
Il est ainsi l'entraîneur de la première rencontre officielle de l'histoire du football irlandais indépendant. Cette rencontre contre la Bulgarie est remportée 1-0. Vient ensuite le quart de finale contre les Pays-Bas. Les Irlandais sont éliminés après prolongations sur le score de 2 buts à 1. Le lendemain de cette défaite, l'équipe irlandaise dispute un match amical contre l'Estonie remporté 1-0. Une semaine plus tard les irlandais rencontrent les États-Unis qui sont sur le chemin de retour vers l'Amérique du Nord à Dalymount Park à Dublin, une rencontre elle aussi remportée 3-1.

### Note
1. ↑  Il faudra attendre 2024 soit cent ans pour que la fédération irlandaise de football reconnaissent les matchs de l’État Libre d'Irlande de 1924 soient reconnus officiellement comme des matchs de l'équipe nationale[4],[5].